# Leo Fitzpatrick
Leonardo Aurellio Randy 'Leo' Fitzpatrick (West Orange (New Jersey), 10 augustus 1978) is een Amerikaans acteur.

## Filmografie

### Films
Uitgezonderd korte films.
- 2019 Billboard - als Ronny
- 2018 Hover - als Jason
- 2016 Goldbricks in Bloom - als Otis
- 2016 The Drowning - als Angus MacDonald
- 2016 Pee-wee's Big Holiday - als Abe
- 2015 Addiction: A 60's Love Story - als Black Rich
- 2014 Red Right Return - als Cullen
- 2014 The Mend - als Michael
- 2013 Cold Comes the Night – als Donnie
- 2013 American Milkshake – als Mr. McCarthy
- 2013 Blue Caprice – als wapenhandelaar
- 2012 Jack and Diane – als Joby
- 2011 Some Guy Who Kills People – als Irv
- 2009 Une aventure New-Yorkaise – als Nick
- 2009 Winter of Frozen Dreams – als rechercheur Couture
- 2009 Totally for Teens – als Mookie
- 2008 Lovely, Still – als apotheker
- 2008 El camino – als Elliot
- 2007 How to Rob a Bank – als schutter
- 2007 On the Road with Judas – als Francis
- 2006 Fay Grim – als Carl Fogg
- 2005 The Girl from Monday – als William
- 2004 Nausea II – als pornoster
- 2003 Blind Horizon – als Sterling
- 2003 Justice – als de ei-machine
- 2002 Personal Velocity: Three Portraits – als Mylert
- 2001 Serendipity – als uitzendkracht leasebedrijf
- 2001 Bubble Boy – als Todd
- 2001 Bully – als huurmoordenaar
- 2001 Storytelling – als Marcus
- 2001 Last Ball – als Scooter
- 2000 7-Teen Sips – als Julina Shaffer
- 2000 King of the Korner – als Monty
- 1998 Another Day in Paradise – als beveiliger
- 1995 Kids – als Telly

### Televisieseries
Uitgezonderd eenmalige gastrollen.
- 2019 At Home with Amy Sedaris - als Pudge - 2 afl.
- 2018 Maniac - als Lance - 2 afl.
- 2015 Gotham - als Joe Pike - 2 afl.
- 2011-2014 The Heart, She Holler – als de eerwaarde – 19 afl.
- 2013 As Da Art World Might Turn - als Sholeva Sure - 3 afl.
- 2010 Sons of Anarchy – als Shepard – 2 afl.
- 2005-2007 My Name Is Earl – als Sonny – 4 afl.
- 2007 The Kill Point – als Michael / Mr. Mouse – 8 afl.
- 2005 Carnivàle – als Ern – 2 afl.
- 2002-2004 The Wire – als Johnny Weeks – 14 afl.

- Bibsys: 98057888
- Biblioteca Nacional de España: XX1674903
- Bibliothèque nationale de France: cb14177600p (data)
- Gemeinsame Normdatei: 129624152
- International Standard Name Identifier: 0000 0000 4354 3583
- Library of Congress Control Number: no2003054855
- Nationale Bibliotheek van Tsjechië: xx0161663
- Nederlandse Thesaurus van Auteursnamen: 150988702
- Virtual International Authority File: 34667339
- WorldCat: E39PBJdrMhgDt6vXptxCxDkYyd